# 1. A razred nogometnog Podsaveza Zagreb 1967./68.
1. A razred nogometnog Podsaveza Zagreb (1. A razred Zagrebačkog nogometnog podsaveza) je bila liga 6. stupnja nogometnog prvenstva Jugoslavije za sezonu 1967./68. 

Sudjelovalo je 11 klubova, a prvak je bio „ZET” iz Zagreba.

## Ljestvica
| mj. | klub                   | ut. | pob. | ner. | por. | gol+ | gol- | bod |
| --- | ---------------------- | --- | ---- | ---- | ---- | ---- | ---- | --- |
| 1. | ZET Zagreb             | 16  | 14   | 0    | 2    | 84   | 19   | 28  |
| 2. | Cesta Zagreb           | 19  | 13   | 2    | 4    | 54   | 32   | 28  |
| 3. | Sava Strmec Samoborski | 20  | 12   | 3    | 5    | 58   | 39   | 27  |
| 4. | Radnik Sesvete         | 18  | 7    | 3    | 8    | 50   | 38   | 17  |
| 5. | Špansko Zagreb         | 19  | 10   | 1    | 8    | 55   | 44   | 21  |
| 6. | Maksimir Zagreb        | 19  | 9    | 1    | 9    | 48   | 42   | 19  |
| 7. | Sava Drenje Brdovečko  | 19  | 6    | 4    | 9    | 39   | 54   | 16  |
| 8. | Mladost Luka           | 19  | 6    | 4    | 9    | 35   | 56   | 16  |
| 9. | Bistra (Donja Bistra)  | 16  | 3    | 3    | 10   | 36   | 61   | 9   |
| 10. | Zelina                 | 17  | 4    | 4    | 9    | 28   | 51   | 12  |
| 11. | TOP Kerestinec         | 20  | 3    | 3    | 14   | 37   | 88   | 9   |
| |                        |     |      |      |      |      |      |     |
| Zbog nedostatka podataka ishodi određenog broja utakmica nažalost nisu poznati. Na kraju je napisana tablica sasatavljena samo od poznatih rezultata, ali uz konačni poredak (nakon 22. kola). |                        |     |      |      |      |      |      |     |

## Unutrašnje poveznice
- Prvenstva Zagrebačkog nogometnog podsaveza
- Zagrebački nogometni podsavez
- Zagrebačka nogometna zona 1967./68.

## Vanjske poveznice
- nk-maksimir.hr